# پپتیدوگلیکان

زیر واحدهای پپیتیدوگلیکان

پپتیدوگلیکان، همچنین بنام مورئین یا موکوپپتید شناخته می‌شود، هترو پلیمری متشکل از قندها و آمینو اسیدها می‌باشد که تشکیل دهنده دیواره سلولی باکتری‌ها است. پپتیدوگلیکان حاوی یک قند منحصربه‌فرد به نام ان استید مورامیک اسید است که در هیچ جای دیگر در طبیعت یافت نمی‌شود.
زنجیره پپتید دارای سه تا پنج اسیدهای آمینه‌است.
پپتیدوگلیکان‌ها را نباید با پروتئوگلیکان‌ها اشتباه گرفت. پروتئوگلیکان‌ها ترکیباتی پروتئینی هستند که به آن‌ها قند اضافه شده است.
پپتیدوگلیکان در استحکام ساختاری دیواره باکتری و همچنین مقابله با فشار اسمزی سیتوپلاسم نقش دارد.
لایه پپتیدوگلیکان باکتری‌های گرم مثبت به مراتب ضخیم‌تر (۲۰ - ۸۰ نانومتر) از باکتری‌های گرم منفی (۷ تا ۸ نانومتر) است.
پپتیدوگلیکان در حدود ۹۰ ٪ از وزن خشک از باکتری‌های گِرَم مثبت را تشکیل می‌دهد اما تنها ۱۰ درصد از وزن خشک باکتری‌های گِرَم منفی است.

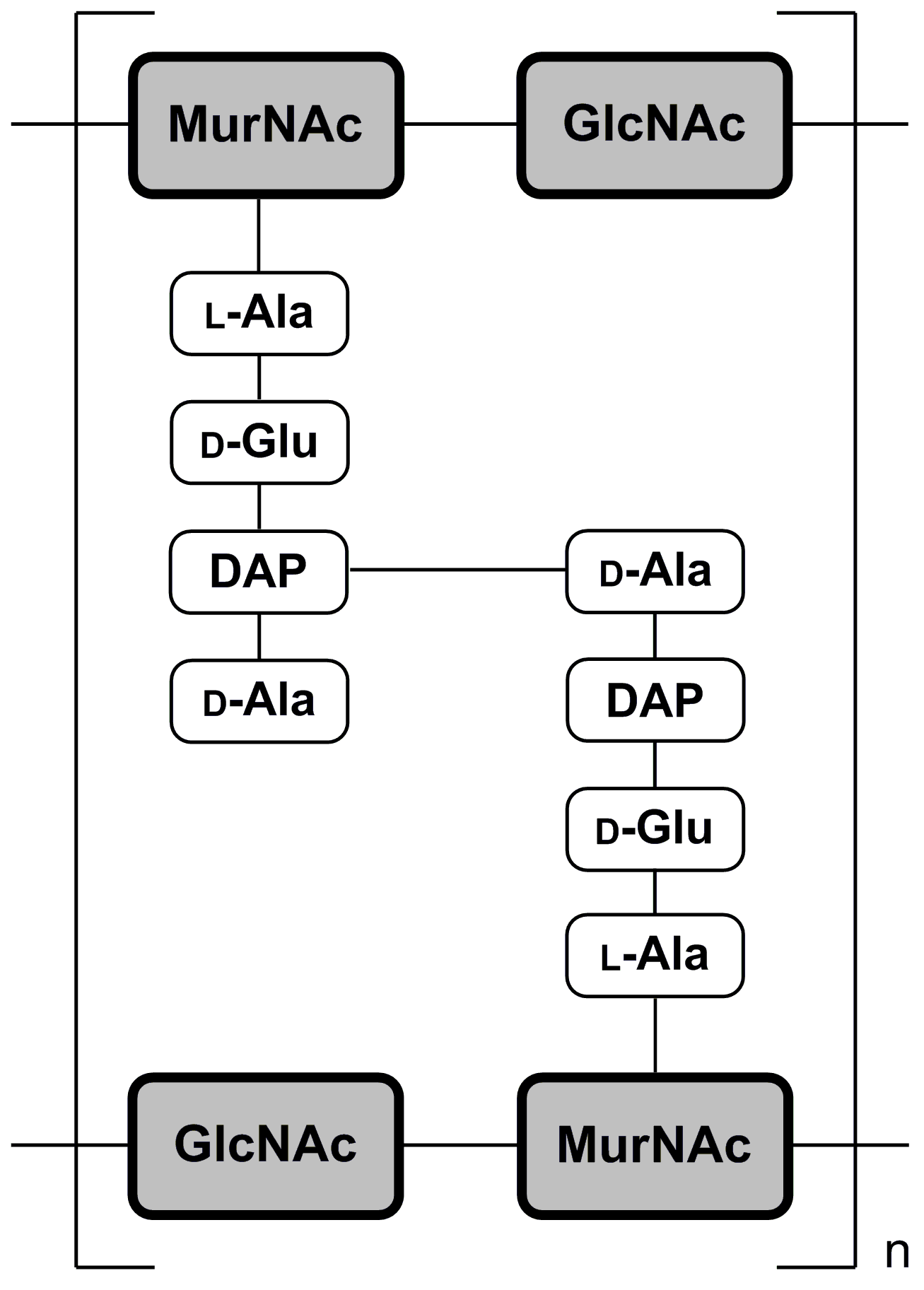
پپتیدوگلیکان در باکتری اشرشیاکلی

## نگارخانه

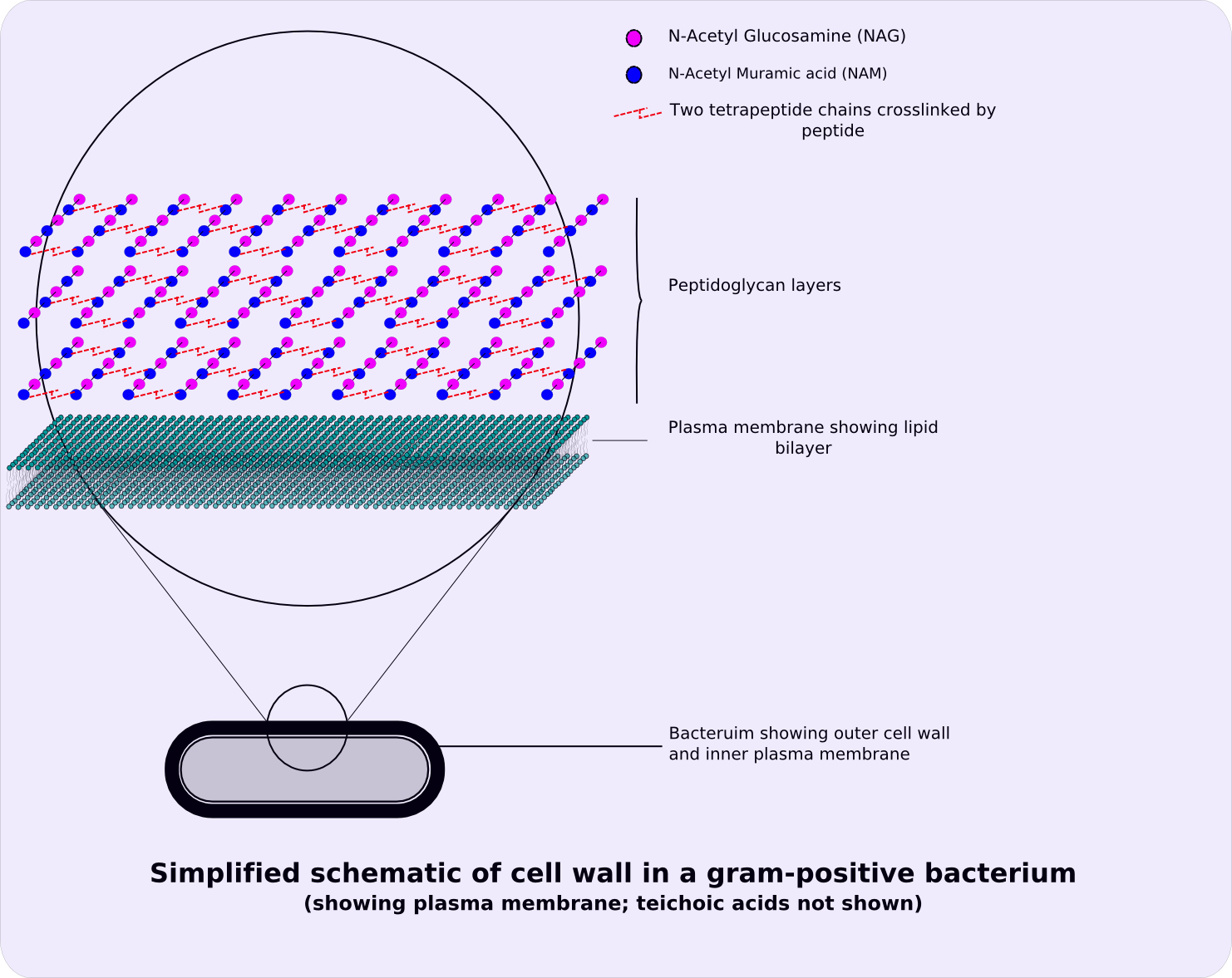